# Turciînka, Volodarsk-Volînskîi
Turciînka (în ucraineană Турчинка) este un sat în comuna Iahodînka din raionul Volodarsk-Volînskîi, regiunea Jîtomîr, Ucraina.
Localitatea face parte din regiunea istorică Volânia, iar după tratatul de pace de la Riga din 1921 a devenit parte a Uniunii Sovietice.

## Demografie
Componența lingvistică a localității Turciînka
     Ucraineană (98,36%)
     Rusă (1,64%)
Conform recensământului din 2001, majoritatea populației localității Turciînka era vorbitoare de ucraineană (98,36%), existând în minoritate și vorbitori de rusă (1,64%).